# Varennes-le-Grand
Varennes-le-Grand é uma comuna francesa na região administrativa de Borgonha-Franco-Condado, no departamento Saône-et-Loire. Estende-se por uma área de 19,09 km². Em 2010 a comuna tinha 2 367 habitantes (densidade: 124 hab./km²).